# Hong Deok-young
Đây là một tên người Triều Tiên, họ là Hong.
Hong Deok-Young (Hangul: 홍덕영, Hanja: 洪德永; 5 tháng 5 năm 1921 – 13 tháng 9 năm 2005) là một huấn luyện viên, trọng tài và cựu cầu thủ bóng đá người Hàn Quốc. Ông là một trong những người Hàn Quốc đầu tiên khoác áo đội tuyển bóng đá quốc gia.
Ông cũng là thủ môn của đội tuyển Hàn Quốc tham dự World Cup 1954. Sau khi giải nghệ, ông trở thành trọng tài bóng đá quốc tế từ năm 1957 đến năm 1967. Trong khoảng thời gian sau đó, Hong đã bị mù do biến chứng của bệnh tiểu đường. Ông mất vào ngày 13 tháng 9 năm 2005.

## Sự nghiệp Bóng đá
Hong bắt đầu sự nghiệp bóng đá tại Bosung College, trước khi gia nhập Đại học Korea, nơi mà ban đầu ông chơi ở vị trí hậu vệ. Khi Liên đoàn bóng đá Hàn Quốc thành lập đội tuyển vào năm 1946, ông đã được chuyển sang chơi ở vị trí thủ môn. Vào ngày 11 tháng 4 năm 1947, đội tuyển Hàn Quốc đến Thượng Hải thi đấu năm trận đội bóng đá nghiệp dư Thượng Hải, Hong đã tham gia tất cả những trận đấu đó.
Hong đã cùng Hàn Quốc tham dự Thế vận hội Mùa hè 1948. Sáu năm sau, ông là thành viên của đội tuyển Hàn Quốc tham dự kỳ World Cup đầu tiên của đất nước ông tại Thụy Sĩ. Tuy nhiên đây không phải là một trải nghiệm hạnh phúc đối với những người Hàn Quốc, họ đã để thua 9-0 trước Hungary và 7-0 to Thổ Nhĩ Kỳ. 16 bàn vẫn là một kỷ lục về số bàn thua nhiều nhất mà một thủ môn phải nhận tại một vòng chung kết World Cup.

## Sự nghiệp Huấn luyện
Sau khi Hong giải nghệ, ông trở thành trong giai đoạn từ năm 1957 đến năm 1967. Ông cũng tham gia huấn luyện đội bóng Đại học Korea. Từ năm 1969 trở đi, ông dẫn dắt Seoul Bank FC, một đội bóng nghiệp dự ngày nay đã bị giải thể, trong 8 năm. Năm 1971, ông được chỉ định làm huấn luyện viên của đội tuyển Hàn Quốc.
Hong là Ủy viên Ban Chấp hành Liên đoàn bóng đá Hàn Quốc (FA) năm 1960, 1962, 1967, và 1972-1974. Ông cũng đảm nhiệm chức vụ Phó Chủ tịch FA từ năm 1985 đến năm 1986, và là thành viên Ban tổ chức FIFA World Cup 2002.

## Giải thưởng
Năm 1974, Hong nhận được giải thưởng đặc biệt từ FIFA cho sự phục vụ của ông trong công tác trọng tài. Ông cũng được vinh danh ở Bức tường Danh vọng của Hàn Quốc vào năm 2005.